# Hrabstwo Desha

Piramida wieku hrabstwa

Hrabstwo Desha (ang. Desha County) – hrabstwo w stanie Arkansas w Stanach Zjednoczonych.
Obszar całkowity hrabstwa obejmuje powierzchnię 819,52 mil2 (2,123 km²). Według danych z 2010 r. hrabstwo miało 13 008 mieszkańców. Hrabstwo powstało 12 grudnia 1838.

## Główne drogi
- U.S. Highway 65
- U.S. Highway 165
- U.S. Highway 278
- Highway 1
- Highway 4

## Sąsiednie hrabstwa
- Hrabstwo Arkansas (północ)
- Hrabstwo Phillips (północny wschód)
- Hrabstwo Bolivar (wschód)
- Hrabstwo Chicot (południe)
- Hrabstwo Drew (południowy zachód)
- Hrabstwo Lincoln (północny zachód)

## Miasta
- Arkansas City
- Dumas
- McGehee
- Mitchellville
- Reed
- Tillar
- Watson